# Anyphaenoides clavipes
Anyphaenoides clavipes är en spindelart som först beskrevs av Cândido Firmino de Mello-Leitão 1922.  
Anyphaenoides clavipes ingår i släktet Anyphaenoides och familjen spökspindlar. Inga underarter finns listade i Catalogue of Life.